# Махмуд Гиждувани
Махму́д ибн Шейх Али́ ибн Имамидди́н аль-Гиждувани́, более известный как Махму́д Гиждувани́ — среднеазиатский учёный-историк, географ и путешественник XVI века. 
Судя по нисбе, родился в Гиждуване, недалеко от Бухары. Учился в медресе, с юности интересовался историей и географией. Его учителями были Шейх Камалиддин Хусейн Хорезми и Шейх Хаджи Мухаммед аль-Хабушани, которые также интересовались географией, и несколько раз брали молодого Махмуда в свои путешествия по городам и местностям Мавераннахра и Большого Хорасана.
Через несколько лет Махмуд Гиждувани начал путешествовать самостоятельно. В течение своих многолетних путешествий написал книгу «Мифтах ут-Талибин» (Ключ студентов науки), который написан по некоторым данным в 1543 году. В основном путешествовал по городам, селениям и местностям Мавераннахра, Большого Хорасана и Ирана. Побывал в Худжанде, Бухаре, Хиве, Самарканде, Шахрисабзе, Нахшабе, Термезе, Мерве, Нисе, Мазари-Шарифе, Балхе, Герате, Мешхеде, Нишапуре, Сабзеваре, Тусе, Астрабаде, Рее, Исфахане, Ширазе, Тебризе, Хамадане и других городах. Оставил рукописи о исторических событиях того периода, о традициях и обычаях различных городов и местностей, о различных известных личностях той эпохи. Часто путешествовал в порт Мангышлакского полуострова на берегу Каспийского (Хазарского) моря, так как в этот порт постоянно приплывали из другой части моря путешественники и купцы из Кавказа, из Русского царства, из Османской империи, а также из государств Европы. От этих путешественников и купцов узнавал новости и события о других странах, которые изложил в своих рукописях. Планировал большое путешествие в Русское царство и Кавказ, но эти планы не были осуществлены по неизвестным причинам.
Владел несколькими языками, и свои рукописи и труды в основном писал на персидском языке, а также частично на арабском языке. Его труды переводились на различные языки как ценный источник информации. В частности, в XIX веке один из его трудов был переведён Мухаммед Резой Агахи на староузбекский язык.